# Salts al Campionat del Món de natació de 2017 – 10 metres plataforma sincronitzat femení
La prova de 10 metres plataforma sincronitzat femení al Campionat del món de 2017 es va celebrar el 16 de juliol de 2017.

## Resultats
La ronda preliminar es va iniciar a les 10:00. La final es va celebrar a les 18:30.
Verd denota finalistes
| Posició | Nacionalitat   | Saltador                          | Preliminar | Preliminar | Final       | Final       |
| Posició | Nacionalitat   | Saltador                          | Punts      | Posició    | Punts       | Posició     |
| ------- | -------------- | --------------------------------- | ---------- | ---------- | ----------- | ----------- |
| 1       | Xina           | Ren Qian Si Yajie                 | 334.32     | 1          | 352.56      | 1           |
| 2       | Corea del Nord | Kim Mi-rae Kim Kuk-hyang          | 325.62     | 2          | 336.48      | 2           |
| 3       | Malàisia       | Cheong Jun Hoong Pandelela Rinong | 309.66     | 4          | 328.74      | 3           |
| 4       | Canadà         | Meaghan Benfeito Caeli McKay      | 293.22     | 6          | 315.78      | 4           |
| 5       | Austràlia      | Taneka Kovchenko Melissa Wu       | 311.16     | 3          | 308.10      | 5           |
| 6       | Estats Units   | Tarrin Gilliland Jessica Parratto | 293.70     | 5          | 306.96      | 6           |
| 7       | Regne Unit     | Tonia Couch Lois Toulson          | 283.68     | 9          | 300.48      | 7           |
| 8       | Rússia         | Valeriia Belova Yulia Timoshinina | 290.04     | 7          | 291.96      | 8           |
| 9       | Mèxic          | Gabriela Agúndez Samantha Jiménez | 284.46     | 8          | 290.58      | 9           |
| 10      | Japó           | Matsuri Arai Nana Sasaki          | 280.44     | 10         | 283.32      | 10          |
| 11      | Itàlia         | Noemi Batki Chiara Pellacani      | 262.50     | 12         | 269.16      | 11          |
| 12      | Ucraïna        | Valeriia Liulko Sofiia Lyskun     | 275.10     | 11         | 265.20      | 12          |
| 13      | Països Baixos  | Inge Jansen Celine van Duijn      | 262.32     | 13         | No avançava | No avançava |
| 14      | Corea del Sud  | Cho Eun-bi Kim Su-ji              | 261.42     | 14         | No avançava | No avançava |
| 15      | Alemanya       | Christina Wassen Elena Wassen     | 257.94     | 15         | No avançava | No avançava |
| 16      | Colòmbia       | Carolina Murillo Daniela Zapata   | 242.64     | 16         | No avançava | No avançava |